# Рендолф (Массачусетс)
Рендолф (англ. Randolph) — місто (англ. city) в США, в окрузі Норфолк штату Массачусетс. Населення — 34 984 особи (2020).

## Демографія
Згідно з переписом 2010 року, у місті мешкало 32 112 осіб у 11 551 домогосподарстві у складі 8028 родин. Було 12008 помешкань
Расовий склад населення:
| - 41,6 % — білих - 38,3 % — чорних або афроамериканців - 12,5 % — азіатів - 0,3 % — корінних американців - 3,7 % — осіб інших рас |

До двох чи більше рас належало 3,5 %. Частка іспаномовних становила 6,4 % від усіх жителів.
За віковим діапазоном населення розподілялося таким чином: 21,6 % — особи молодші 18 років, 65,0 % — особи у віці 18—64 років, 13,4 % — особи у віці 65 років та старші. Медіана віку мешканця становила 39,9 року. На 100 осіб жіночої статі у місті припадало 92,2 чоловіків;  на 100 жінок у віці від 18 років та старших — 87,4 чоловіків також старших 18 років.
Середній дохід на одне домашнє господарство  становив 87 550 доларів США (медіана — 69 969), а середній дохід на одну сім'ю — 99 452 долари (медіана — 83 715). Медіана доходів становила 52 104 долари для чоловіків та 45 178 доларів для жінок. За межею бідності перебувало 11,3 % осіб, у тому числі 22,6 % дітей у віці до 18 років та 9,3 % осіб у віці 65 років та старших.
Цивільне працевлаштоване населення становило 17 516 осіб. Основні галузі зайнятості: освіта, охорона здоров'я та соціальна допомога — 30,4 %, роздрібна торгівля — 12,0 %, фінанси, страхування та нерухомість — 9,4 %, науковці, спеціалісти, менеджери — 8,6 %.